# Ілпо Кауханен
Ілпо Кауханен (фін. Ilpo Kauhanen; 21 жовтня 1973, м. Куопіо, Фінляндія) — фінський хокеїст, воротар, нині тренер.

## Кар'єра
Вже на початку 90-х  років Ілпо переїхав до Північної Америки, де виступав за клуби ГЮХЛК — Корнвол Роялс та Лондон Найтс. В сезоні 1993/94 повернувся на батьківщину, чотири роки відіграв за клуб Таппара. 
У 1998 перебрався до Німеччини, захищав кольори ХК «Бад Тельц». З 2001 виступає у клубах Німецької хокейної ліги: Кассель Хаскіс, Інгольштадт, Ганновер Скорпіонс, «Адлер Мангейм» у складі останнього стає чемпіоном Німеччини в сезоні 2006/07, ще рік відіграв за «Дуйсбург». Завершив кар'єру гравця в 2010 у складі клубу «Інгольштадт».
У складі національної збірної виступав на євротурнірах 1989/90 та 1990/91 років. У складі молодіжної збірної виступав на чемпіонатах світу 1992 та 1993.
З 2012 року є одним із тренерів воротарів рідного клубу КалПа.